# Candela (Włochy)
Candela – miejscowość i gmina we Włoszech, w regionie Apulia, w prowincji Foggia.
Według danych na rok 2004 gminę zamieszkiwały 2824 osoby, 29,4 os./km².